# روبرت ستامب
روبرت ستامب (بالإنجليزية: Robert Stamp)‏ هو لاعب كرة قدم بريطاني، ولد في 1 أغسطس 1999. لعب مع نادي كيتشي.

## وصلات خارجية
- روبرت ستامب على موقع قاعدة بيانات كرة القدم.إي يو (الإنجليزية)
- روبرت ستامب على موقع Soccerway.com (الإنجليزية)